# Автошлях Р 29
Автошлях P 29 — автомобільний шлях регіонального значення на території України, довжиною 120,6 км, пролягає від Алушти до Феодосії. Проходить через населені пункти: Рибаче, Судак, Коктебель. Загальна довжина автомобільного шляху Р29 — 121,3 км.